# مناخم مندل اشنیرسون
مناخم مندل اشنیرسون (انگلیسی: Menachem Mendel Schneerson؛ ۵ آوریل ۱۹۰۲ OS (11 Nissan 5662) – ۱۲ ژوئن ۱۹۹۴ NS (3 Tammuz 5754) (aged 92)) ربی یهودی ارتدوکس آمریکایی متولد امپراتوری روسیه و جدیدترین ربه سلسلسه حسیدی لوباویچ بود. او یکی از مهم‌ترین رهبران یهودی قرن بیستم بود.
او به عنوان رهبر جنبش خبد لوباویچ که بعد از هولوکاست کمابیش نابود شده بود، تبدیل به یکی از بانفوذترین جنبش‌های جهان یهودیت مذهبی شد، که بیش از ۳۰۰۰ مرکز تعلیم و آموزش را اداره می‌کرد. از جمله نهادهایی که او تأسیس کرد، مراکز دارای کنیسه، مدارس، کودکستان، مراکز ترک اعتیاد و خانه سالمندان را شامل می‌شود. اشنیرسون یکی از بزرگترین ذهن‌های زمان خود دانسته می‌شد و دارای حافظه ای تصویری بود که او را قادر می‌ساخت حجم عظیمی از اطلاعات را به‌طور دقیق به خاطر بسپارد. معجزات بسیاری نیز به او نسبت داده شده و هزاران شهادت از غیریهودیان گرفته تا پیروان یهودیش در این خصوص به صورت آنلاین موجود است. بیش از ۳۰۰ جلد کتاب از خود در زمینه یهودیت به جا گذاشته‌است. در زمان حیاتش بسیاری از پیروانش او را مسیح می‌دانستند. رویکرد خود اشنیرسون به این مقوله و این که آیا او خود صریحاً این باور را تأیید می‌کرد یا نه محل بحث است. بسیاری از پیروان او واقعیت مرگ او را نپذیرفتند و خبد بین مسیحاییان که آشکارا او را زنده می‌دانند و مخالفان که واقعیت مرگ او می‌پذیرند دو دسته شده‌است. گروه اندکی از پیروان او اشنیرسون را نه تنها زنده بلکه الوهی می‌دانند، «خدا و بالاتر از خدا.»
در سال ۱۹۷۸ کنگره آمریکا روز تولد او را روز آموزش آمریکا اعلام کرد که نقش او را در ایجاد وزارت آموزش جشن می‌گرفت. در سال ۱۹۹۴ او بعد از مرگش مدال طلای کنگره را دریافت کرد. آرامگاه اشنیرسون یهودیان و غیریهودیان بسیاری را برای نیایش به خود جذب می‌کند.

## زندگی‌نامه
مناخم مندل اشنیرسون در سال ۱۹۰۲ میلادی در شهر نیکولائف به دنیا آمد. پدر او ربی لوی اسحاق اشنیرسون که ربی معروفی در زمینه دین یهودی و کابالا بود بود. مادر او چانا اشنیرسون نام داشت. وقتی مناخم مندل شش ساله بود خانواده او به یکاتریناسلاف رفتند. اشنیرسون دو برادر کوچکتر نیز داشت که یکی در زمان جنگ جهانی دوم به دست نازیها کشته شد و دیگری در زمان تکمیل دکترای خود در دانشگاه لیورپول در سال ۱۹۵۲ درگذشت.
اشنیرسون کودکی لاغر و با موهای بلوند بود؛ ولیکن او دارای هوش زیادی بود. او تحصیلات خود را به صورت خصوصی فراگرفت. وقتی او یازده ساله بود معلمش اعلام کرد که دیگر چیزی برای یاددادن به او ندارد. در این زمان پدرش به او تلمود و کابالا یاد داد. اشنیرسون در تلمود و کابالا با استعداد بود. او تا زمانی که به سن هقده سالگی رسید تمامی تلمود را فراگرفته بود که این امر بسیار نادر بود.
در زمان جوانی اشنیرسون کارهای دفتر پدرش را انجام می‌داد. او گاهی به عنوان واسط مقامات روسی و یهودیان بود.
در سال ۱۹۲۳ اشنیرسون با ششمین ربی خباد لوباویچ ربی یوسف اسحاق اشنیرسون دیدار کرد. او به دختر میانی ربی به نام چایا موشکا علاقه‌مند شد و در سال ۱۹۲۸ با او ازدواج کرد. بعد از ازدواج او به همراه همسرش به برلین رفت. اشنیرسون در دانشگاه برلین به فراگیری ریاضی، فیزیک و فلسفه پرداخت. پدرزن او از داشتن چنین داماد علاقه‌مند به تحصیلی بسیار خوشحال بود و مخارج تحصیل او را تأمین کرد. پدرزن او در این زمان او را به رهبری یهودیان تشویق می‌کرد ولیکن اشنیرسون فردی درونگرا بود. در سال ۱۹۳۳ و بعد از به قدرت رسیدن نازیها در آلمان اشنیرسون از آلمان خارج شد و به فرانسه رفت. او به تحصیل فیزیک و مهندسی برق پرداخت و در سال ۱۹۳۷ فارغ‌التحصیل شد. در سال ۱۹۳۷ او وارد دانشگاه سوربون شد تا به تحصیل ریاضیات ادامه بدهد تا اینکه در سال ۱۹۳۹ جنگ جهانی دوم آغاز شد. اشنیرسون در سال ۱۹۴۱ به پرتغال و از آنجا به نیویورک مهاجرت کرد. بعد از رسیدن به نیویورک پدرزن او وی را رهبر یهودیان نیویورک کرد. در این سال‌ها ربی یوسف اسحاق بیشتر سوالهای شرعی مردم را به اشنیرسون می‌فرستاد و او در آمریکا به عنوان نماینده ربی یوسف اسحاق معروف شد. در دهه ۱۹۴۰ او شهروندی آمریکا را دریافت کرد و در ارتش آمریکا شروع به کار کرد. بعد از مرگ ربی یوسف اسحاق در سال ۱۹۵۰ بیشتر افراد جنبش خباد اشنیرسون را به جایگزینی او انتخاب کردند. اشنیرسون در ابتدا مایل به قبول این وظیفه نبود؛ ولیکن بعد از یکسال حاضر شد این سمت را قبول کند. اشنیرسون در سال ۱۹۵۱ رهبری خباد را بر عهده گرفت. اعضای پارلمان اسرائیل برای او پیام تبریک فرستادند. اشنیرسون بسیار معروف بود و دو بار در هفته افراد عادی را به ملاقات می‌پذیرفت. بسیاری رهبران سراسر دنیا برای ملاقات او وقت می‌گرفتند. او حتی یکبار جان اف. کندی را به ملاقات نپذیرفت زیرا با افراد عادی دیدار می‌کرد.
اشنیرسون بین سال‌های ۱۹۵۱ تا ۱۹۹۱ رهبری خباد را بر عهده داشت. او جنبش خباد را در بسیاری کشورها افتتاح کرد و بسیاری دفاتر جدید ایجاد کرد. او در این مدت ۱۸ ساعت در روز کار می‌کرد و بسیار کم به مرخصی می‌رفت. او بیشتر عمر خود را در بروکلین گذراند. در سال ۱۹۷۷ در هنگام سخنرانی او دچار حمله قلبی شد.
در سال ۱۹۷۹ در هنگام انقلاب ایران اشنیرسون ترتیبی داد که یهودیان ایرانی به نیویورک منتقل شوند. به دلیل فعالیت‌های اشنیرسون تعداد زیادی یهودی ایرانی به نیویورک منتقل شدند. اشنیرسون انقلاب ایران را مقدمه حضور بیشتر ایالات متحده در عرصه بین‌المللی و مشکلات آینده برای آمریکا می‌دانست.
در سال ۱۹۸۳ اشنیرسون تلاشی گسترده برای گسترش قوانین هفتگانه نوح در تمامی دنیا را شروع کرد. در سال ۱۹۹۱ اشنیرسون سخنرانی احساساتی در مورد ظهور نزدیک مسیح یهودیان ارائه کرد و گفت او تمامی تلاش خود را برای نزدیک تر کردن ظهور مسیح یهودیان کرده‌است. در سال ۱۹۹۴ اشنیرسون در نیویورک درگذشت.
محل دفن اشنیرسون امروزه محل زیارتی بسیار مهمی برای یهودیان است. بعضی یهودیان آن را دیوار ندبه آمریکایی نیز نامیدند.
بعضی پیروان او وی را شخص مسیح یهودیان می‌دانستند. بعضی بعد از مرگ او در کنار قبر او منتظر زنده شدن مجدد وی به عنوان مسیح بودند.